# Katie Mack
Katherine J. Mack (1 de maio de 1981) é uma cosmóloga teórica e professora assistente da Universidade Estadual da Carolina do Norte. Sua pesquisa investiga a matéria escura, decaimento do vácuo e a época da reionização. Ela é uma comunicadora científica, participando das mídias sociais e regularmente escrevendo para a Scientific American, Slate, Sky & Telescope e Cosmos.

## Juventude e educação
Mack tornou-se interessada por ciências em sua infância e construiu carros de Lego movidos por energia solar. Sua mãe é fã de ficção científica e a encorajou a assistir Star Trek e Star Wars. Seu avô foi um estudante da CalTECH e trabalhou na missão Apollo 11. Ela ficou mais interessada por assuntos como espaço-tempo e Big Bang após atender palestras de cientistas como Stephen Hawking. Mach atendeu o Instituto de Tecnologia da Califórnia e apareceu como uma extra na abertura da comédia Legalmente Loira, filmado no campus. Ela fez sua graduação em física em 2003. Teve seu PhD em astrofísica na Universidade de Princeton em 2009. Sua tese sobre o universo inicial foi supervisionada por Paul Steinhardt.

## Pesquisa e carreira

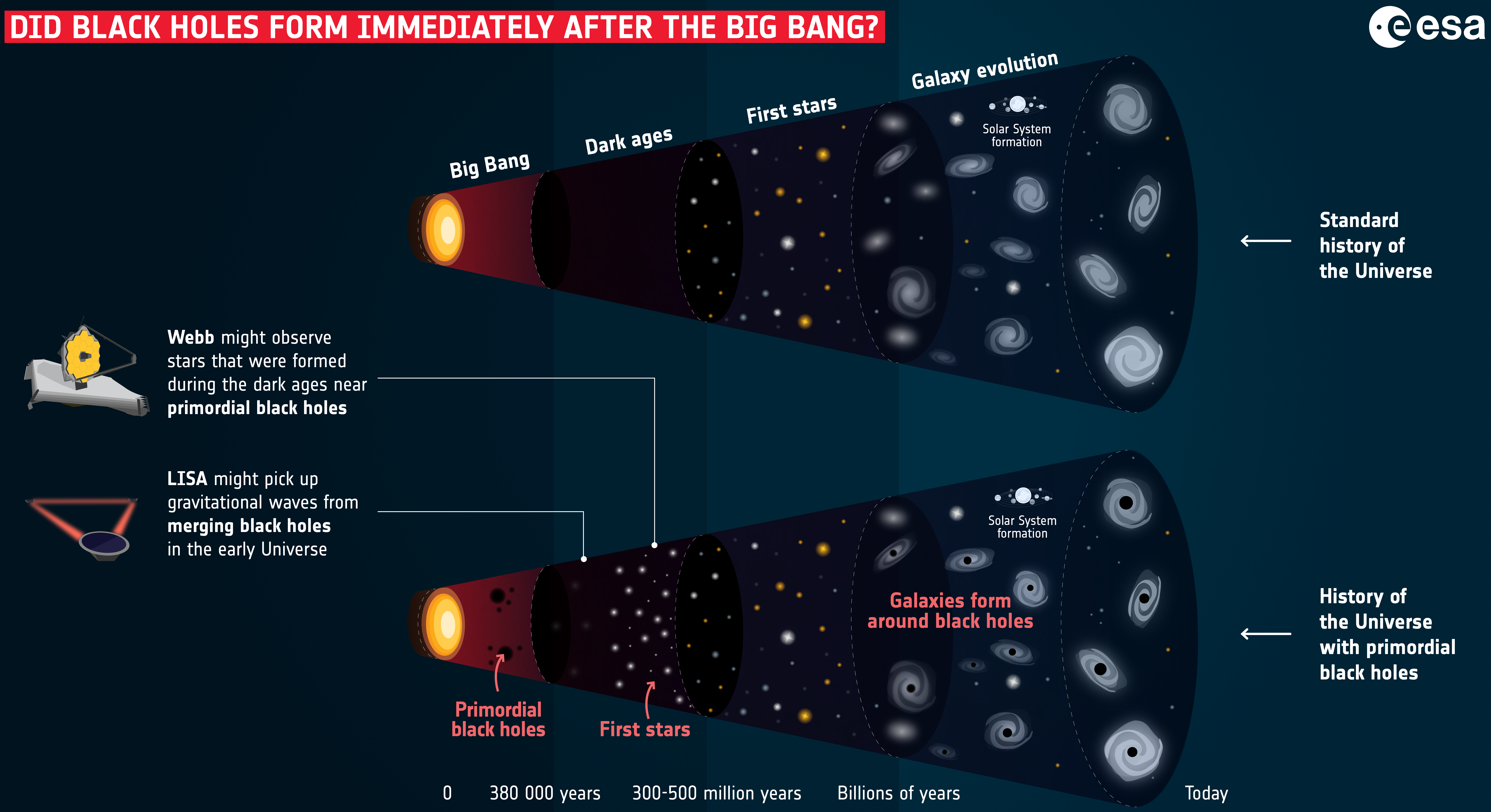
Formação do universo com e sem buracos negros primordiais.

Após sua graduação, Mack juntou-se com a Universidade de Cambridge como uma pesquisadora de pós doutorado da Science and Technology Facilities Council no Kavli Institute for Cosmology. Posterirmente em 2012, Mach recebeu o Discovery Early Career Researcher Award (DECRA) Fellow da Universidade de Melbourne. Mack esteve envolvida com a construção do detector de matéria escula, SABRE.
Em janeiro de 2018, Mack se tornou uma Professora Assistente e membro do Leadership in Public Science Cluster no Departamento de Física da Universidade Estadual da Carolina do Norte.
Mack trabalha na intersecção entre física fundamental e astrofísica. Sua pesquisa considera a matéria escura, decaimento do vácuo, formação das galáxias, traços observáveis da evolução cósmica e a época da reionização. Mack já descreveu a matéria escura como um dos "enigmas mais urgentes" da ciência. Ela já trabalhou sobre a autoaniquilação da matéria escura e se a acreção de matéria escura poderia criar buracos negros primordiais. Ela já trabalhou sobre o impacto dos BsNsPs na radiação cósmica de fundo em micro-ondas e se tornou bem interessada sobre o fim do universo.

### Envolvimento público e advocacia
Mack tem um forte alcance científico tanto em mídias sociais e tradicionais. Seu Twitter é um dos mais seguidos mundialmente entre cientistas profissionais. Ela já foi descrita pela Motherboard e Creative Cultivate como uma "celebridade da mídia social".  Ela é uma escritora de divulgação científica, tendo contribuido para o The Guardian, Scientific American, Slate, The Conversation, Sky & Telescope, Gizmodo, Time e Cosmos. como também sendo consultada pela BBC. Sua conta no Twitter tem mais de 300,000 seguidores e tanto sua resposta para um negacionista da mudança climática no Twitter, como também seu "Chirp for LIGO" após a primeira observação de ondas gravitacionais receberam cobertura midiática.
Em 2017 ela foi palestrante sobre Mulheres na Física na Australian Institute of Physics, onde ela passou três semanas dando palestras em escolas e universidades através da Austrália.
Em 2018, Mack foi escolhida como parte do juri para a Premiação de Pesquisa da Nature por Inspirar e Inovar na Ciência recentemente fundada pela Nature. Em fevereiro de 2019 ela apareceu num episódio de The Jodcast, falando sobre seu trabalho e divulgação científica. Mack foi membro do juri do Alfred P. Sloan Prize no 2019 Sundance Film Festival. Em 2019, ela foi referenciada pelo Hozier, na música 'No Plan', do seu album Wasteland, Baby!: 
"Como Mack explicou, voltará haver escuridão."
Ela faz parte da comunidade Science & Film do Sloan, onde trabalha com ficção científica.
Seu primeiro livro, The End of Everything (Astronomically Speaking), foi publicado pela Simon & Schuster em agosto de 2020, após ter ganhado os direitos em uma batalha de oito licitações; nele, ela considera as diferentes formas de como o universo poderá acabar e foi recebido de forma favorável tanto pela forma com que se comunica com o público tanto quanto seu humor. O livro, que deverá ser traduzido em 15 idiomas, também é um Notable Book do New York Times e apareceu em listas de melhores livros do ano do The Washington Post, The Economist, New Scientist, Publishers Weekly e The Guardian.
https://www.nytimes.com/2020/08/04/books/review/the-end-of-everything-katie-mack.html

## Vida pessoal
Mack é interessada pela intersecção da arte, poesia e ciência. Ela é bissexual.

## Livro
- Katie Mack (2020). The End of Everything. [S.l.]: Scribner. 240 páginas. ISBN 9781982103545. OCLC 1148167457
- Katie Mack (2022). O fim de todas as coisas. [S.l.]: Objetiva. 272 páginas. ISBN 9788547001476